# Antonov Airlines
Antonov Airlines (ukr. Авіалінії Антонова) – ukraińskie linie lotnicze specjalizujące się w transporcie cargo (towarowym). Główną bazą jest port lotniczy Kijów-Hostomel, a siedzibą – stolica Ukrainy, Kijów. Antonov Airlines oferuje swoje usługi na rynku międzynarodowym, głównie w oparciu o ciężkie samoloty transportowe An-124 Rusłan, dobrze sprawdzające się w transporcie ładunków ponadgabarytowych i niestandardowych. Dzięki posiadanej flocie Rusłanów oraz do 2022 jedynemu na świecie egzemplarzowi samolotu An-225 Mrija, firma zajmowała liczącą się pozycję pośród przewoźników tego segmentu rynku cargo.
Na początku 2018 roku przedsiębiorstwo zapewniało około 35% światowej objętości rynku transportu lotniczego dużych i bardzo ciężkich ładunków.
W 2022 roku w obliczu trwającej rosyjskiej inwazji na Ukrainę spółka tymczasowa przebazowała swoje operacje do lotniska Lipsk/Halle w Saksonii, udało się ocalić pięć samolotów An-124 Rusłan, jednak podczas ataku na Kijów bardzo poważnie uszkodzony został nieewakuowany na czas z Hostomela najcenniejszy An-225 Mrija. Inne samoloty, które pozostawały na podkijowskich lotniskach, również uległy poważnym uszkodzeniom.

## Historia
Antonov Airlines założono w 1989, m.in. z zamiarem współpracy z liniami lotniczymi Air Foyle HeavyLift, które miały wspierać je (także marketingowo) na rynkach międzynarodowych. Współpraca zakończyła się w  2006.
W 2006  Antonov Airlines oraz Volga-Dnepr Airlines powołały spółkę joint venture Ruslan International. Spółka funkcjonowała do 31 grudnia 2016.

### Transportowane ładunki
W kwietniu 1986 z Charkowa do Taszkentu przetransportowano samolotem An-124 koło turbiny wodnej o średnicy 6 metrów i wadze około 80 ton.
We wrześniu 1993 z Frankfurtu do New Delhi przetransportowano samolotem An-124-100 stojan generatora SIEMENS ważący 124 tony. Operacja ta była kolejnym ustanowionym rekordem Guinnessa w transporcie drogą powietrzną najcięższego pojedynczego elementu.
W czerwcu 1994 z London do Dublina przetransportowano samolotem An-124-100 lokomotywę General Motors ważącą 109 ton (z wyposażeniem – 146 ton). Lot stał się rekordowy, gdy lokomotywa o mocy 3200 KM przeleciała drogą powietrzną przez Atlantyk. Lot trwał 12 godzin z przystankami technicznymi w Montrealu, Gander i Reykjavíku w celu uzupełnienia paliwa. Podczas operacji Antonov Airlines ustanowiły kolejny rekord Guinnessa w przewozie najcięższego ładunku.

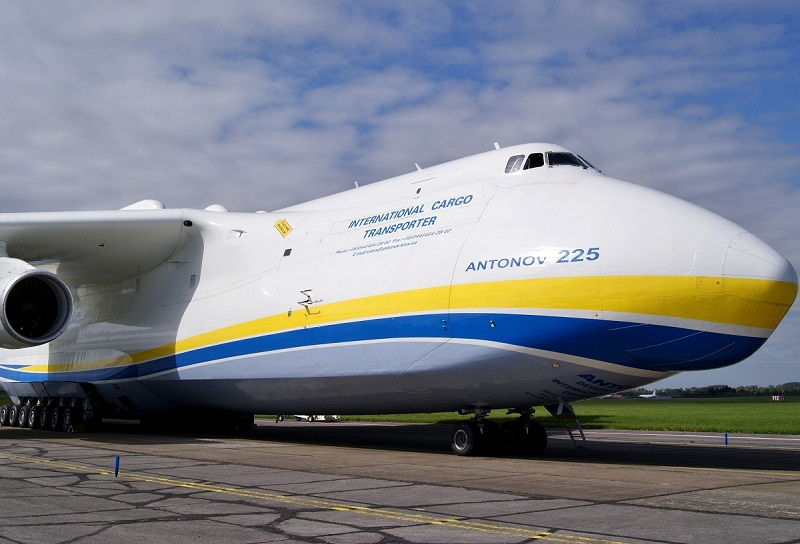
An-225 w barwach Antonov Airlines

We wrześniu 2001 An-225 przetransportował pięć czołgów T-72 o łącznej masie 253,8 ton. Podczas lotu dowódca Ołeksandr Halunenko wraz z załogą ustanowili 214 rekordów krajowych i 124 rekordów świata.
W sierpniu 2009 An-225 przetransportował generator ALSTOM z Frankfurtu do Erywania o wadze 174 ton. Mając łączną ładowność 187,6 ton (łącznie ze specjalną ramą, w której na czas transportu został umieszczony generator), generator stał się najcięższym jednoczęściowym ładunkiem, jaki kiedykolwiek był transportowany drogą powietrzną. Do dziś pozostaje aktualnym rekordem świata.
W czerwcu 2010 An-225 przetransportował dwie testowe łopaty turbiny wiatrowej o długości 42,1 metra z Shijiazhuang w Chinach na lotnisko Skrydstrup w Danii. Do ustalenia możliwego ułożenia łopatek w przedziale ładunkowym o długości 43,3 metra wykorzystano modelowanie 3D.
We wrześniu 2012 An-225 ustanowił kolejny rekord Guinnessa. Była to najwyżej położona wystawa sztuki, jaką kiedykolwiek zorganizowano na pokładzie samolotu, który osiągnął wysokość 10150 metrów (33300 stóp) nad poziomem morza. Antonov Airlines ustanowiły rekord razem z Niezależnym Centrum Produkcyjnym Bojko, głównym organizatorem wystawy sztuki w An-225. Najwyższa wystawa sztuki na świecie obejmowała 500 dzieł sztuki stworzonych przez 120 artystów.
W listopadzie 2016 An-225 przetransportował transformator ABB z São Paulo do Santiago. Przy całkowitej masie 182 ton (łącznie ze specjalną ramą, w której na czas transportu został umieszczony transformator), transformator stał się drugim najcięższym jednoczęściowym ładunkiem kiedykolwiek przewożonym drogą powietrzną i najcięższym w obu Amerykach.
Latem 2018 An-225 pomyślnie zrealizował serię 12 lotów z elementami generatorów pary z Iquique do Chimoré stając się największym projektem pod względem liczby lotów i całkowitej ładowności, jakie kiedykolwiek przeprowadzono w komercyjnej historii „Mriji”. Łączna waga przetransportowanych elementów wyniosła 1920 ton.

## Flota

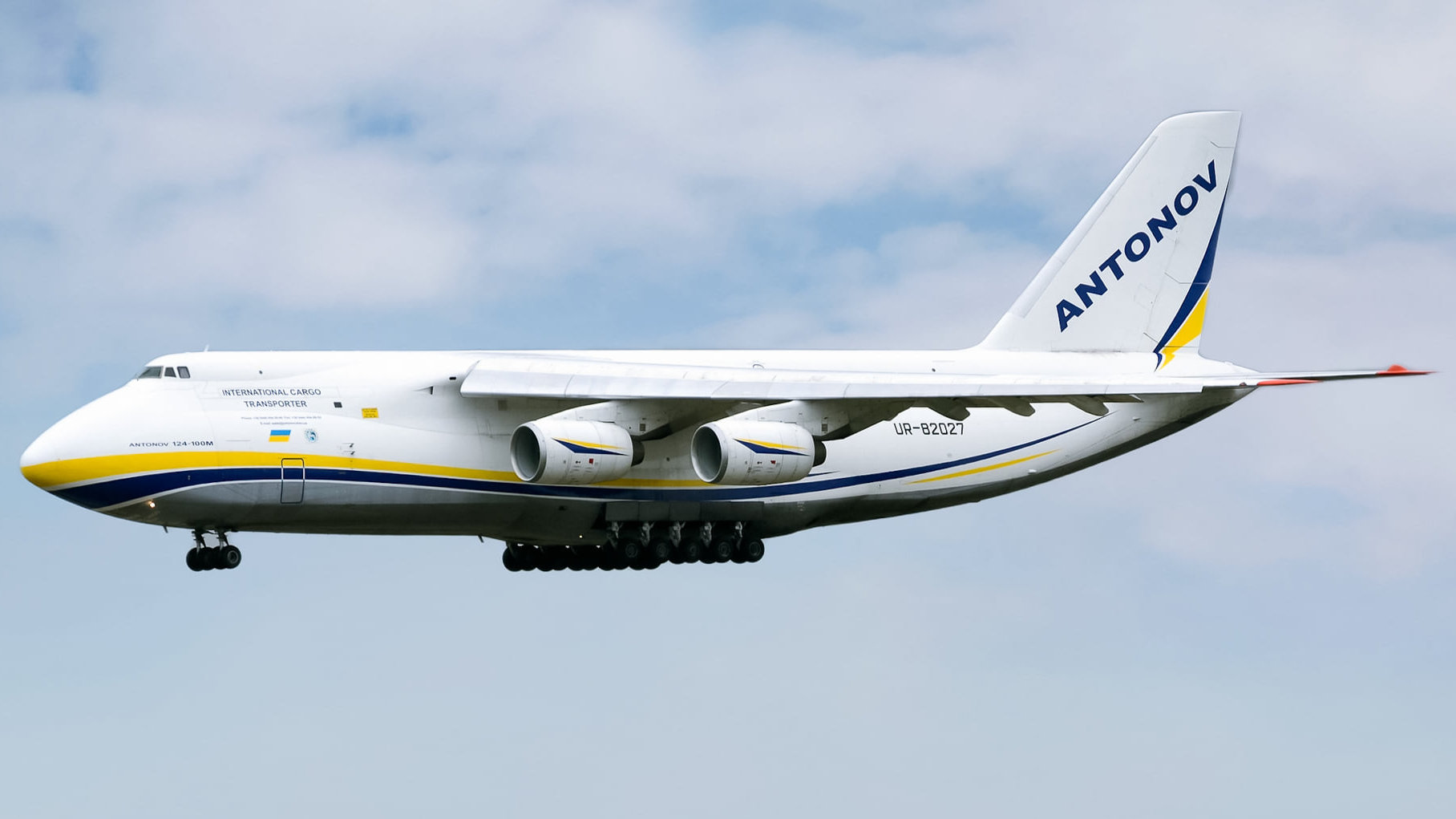
An-124 w barwach Antonov Airlines

Według stanu na maj 2025 flota Antonov Airlines składała się z 7 samolotów o średnim wieku 35,4 lat:
| Samolot        | Samolot | Samolot   | Uwagi                                                            |
| Model          | Aktywne | Zamówione | Uwagi                                                            |
| -------------- | ------- | --------- | ---------------------------------------------------------------- |
| Antonov An-124 | 2       | -         | Uziemione na płycie lotnisk Kijów-Hostomel oraz Kijów-Swiatoszyn |
| Antonov An-124 | 5       | -         |                                                                  |
| Łącznie        | 7       | 0         |                                                                  |

## Stałe połączenia lotnicze
Linie lotnicze Antonov Airlines posiadały pięć stałych połączeń lotniczych z następującymi miastami:
- Calgary, Kanada
- Stambuł, Turcja
- Amsterdam, Holandia
- Luksemburg
- Lipsk, Niemcy